# Ammovertellina
Ammovertellina es un género de foraminífero bentónico de la subfamilia Ammovertellininae, de la familia Ammodiscidae, de la superfamilia Ammodiscoidea, del suborden Ammodiscina y del orden Astrorhizida. Su especie-tipo es Ammovertellina prima. Su rango cronoestratigráfico abarca desde el Westphaliense (Carbonífero superior) hasta la Actualidad.

## Discusión
Clasificaciones previas incluían Ammovertellina en el suborden Textulariina del orden Textulariida.

## Clasificación
Ammovertellina incluye a las siguientes especies:
- Ammovertellina kutaensis
- Ammovertellina longa
- Ammovertellina prima
- Ammovertellina simeonae
- Ammovertellina tuvalica

Otra especie considerada en Ammovertellina es:
- Ammovertellina glomospiroides, de posición genérica incierta